# Список объектов всемирного наследия ЮНЕСКО в Танзании
В списке Всеми́рного насле́дия ЮНЕ́СКО в Танзании значится 7 наименований (на 2012 год), это составляет 0,6 % от общего числа (1248 на 2025 год). Из них 3 объекта включены в список по культурным критериям, 3 — по природным и 1 — по смешанным. Кроме этого, по состоянию на 2022 год, 6 объектов на территории Танзании находятся в числе кандидатов на включение в список всемирного наследия.

## Список
В данной таблице объекты расположены в хронологическом порядке их добавления в список всемирного наследия ЮНЕСКО.
| # | Изображение | Название                                                                              | Местоположение             | Время создания       | Год внесения в список | №    | Критерии               |
| - | ----------- | ------------------------------------------------------------------------------------- | -------------------------- | -------------------- | --------------------- | ---- | ---------------------- |
| 1 |             | Заповедник Нгоронгоро (англ. Ngorongoro Conservation Area)                            | Регион: Аруша              | -                    | 1979, 2010            |      | (iv)(vii)(viii)(ix)(x) |
| 2 |             | Килва-Кисивани и Сонга-Мнара (англ. Ruins of Kilwa Kisiwani and Ruins of Songo Mnara) | Регионы: Линди             | С 13-го по 16-й века | 1981, 2004            | 144  | (iii)                  |
| 3 |             | Национальный парк Серенгети (англ. Serengeti National Park)                           | Регионы: Мара              | —                    | 1981                  | 156  | (vii)(x)               |
| 4 |             | Охотничий резерват Селус (англ. Selous Game Reserve)                                  | Регионы: Линди             | -                    | 1982                  | 199  | (ix)(x)                |
| 5 |             | Килиманджаро (англ. Kilimanjaro)                                                      | Регионы: Килиманджаро      | —                    | 1987                  | 403  | (vii)                  |
| 6 |             | Каменный город в Занзибаре (англ. Stone Town of Zanzibar)                             | Регионы: Занзибар Западный | 1830-е года          | 2000                  | 173  | (ii)(iii)(vi)          |
| 7 |             | Наскальные рисунки в Кондоа (англ. Kondoa Rock-Art Sites)                             | Регионы: Додома            | —                    | 2006                  | 1183 | (iii)(vi)              |

## Предварительный список
В таблице объекты расположены в порядке их добавления в предварительный список. В данном списке указаны объекты, предложенные правительством Танзании в качестве кандидатов на занесение в список всемирного наследия.
| # | Изображение | Название                                                                                              | Местоположение                                         | Время создания | Год внесения в список | №    | Критерии         |
| - | ----------- | --- | ------------------------------------------------------ | -------------- | --------------------- | ---- | ---------------- |
| 1 |             | Холм Олдоньо Мурвак (англ. Oldonyo Murwak)                                                            | Регион: Килиманджаро                                   | -              | 1997                  | 848  | (i)(iii)(iv)(vi) |
| 2 |             | Национальный парк Гомбе-Стрим (англ. Gombe Stream National Park)                                      | Регион: Кигома                                         | -              | 1997                  | 849  |                  |
| 3 |             | Природоохранная зона Залив Джозани-Чвака (англ. Jozani - Chwaka Bay Conservation Area)                | Регион: Занзибар                                       | -              | 1997                  | 850  | (x)              |
| 4 |             | Горные леса Восточного рифта (англ. Eastern Arc Mountains Forests)                                    | Регионы: Килиманджаро, Танга, Додома, Иринга, Морогоро | -              | 2006                  | 2085 |                  |
| 5 |             | Центральный маршрут торговли рабами и слоновой костью (англ. The Central Slave and Ivory Trade Route) | Регионы: Кигома, Пвани и другие                        |                | 2006                  | 2095 |                  |
| 6 |             | Палеонтологическое местонахождение Тендагуру (англ. Tendaguru Paleontological Site )                  | Регион: Линди                                          |                | 2022                  | 6615 | (vii)(viii)      |